# Crobilocerus spinosus
Crobilocerus spinosus là một loài ruồi trong họ Asilidae. Crobilocerus spinosus được Theodor miêu tả năm 1980. Loài này phân bố ở vùng Cổ Bắc giới và châu Á.